# Hår
 For alternative betydninger, se Hår (flertydig). (Se også artikler, som begynder med Hår)
 "Mellemblond" omdirigeres hertil. For andre betydninger af Mellemblond, se Mellemblond (flertydig).
Hår (latin: Pili) dækker det meste af kroppen på de fleste pattedyr, pels er et kendetegn for denne gruppe dyr. 
Menneskene har ikke hår på håndfladerne, under fodsålerne og visse dele af kønsorganerne.
Hår er omdannede hornplader – skæl. Det består af lange naturlige polymerer hvoraf 90% af tørvægten er et protein, kaldet keratin. Polymeren dannes som lange kæder af keratin, der holdes sammen med disulfidbindinger, der er meget stærke. Vandindholdet i håret svinger, men menneskehår indeholder ca 10%. Hårets stivhed bestemmes af cystein-indholdet i keratinet.
Hår har mange forskellige funktioner. Pattedyrenes pels udnyttes som isolering mod både for koldt og for varmt vejr. De fleste pattedyr har to slags hår – dækhår og uldhår. Mennesker og aber har kun dækhår, mens de kunstigt fremavlede hvide får kun har uldhår. Hvalerne er en undtagelse fra reglen. Deres kropsbehåring er forsvundet, da et liv i vand kræver en strømlinet krop. Hvalerne benytter i stedet et tykt lag fedt under huden som isolering. 

Pelsens dækhår er "overtøj", som får regnen til at løbe af, og uldhårene er "undertøj" som holder på varmen. Isbjørnen har udviklet dette system til fuldkommenhed. Dens hvide dækhår virker som lyslederkabler, der leder solens varme stråler hele vejen ind til den sorte hud. Uldhårene under dækhårene sidder i et tykt lag og holder på varmen. Isbjørnens pels er så tæt, at den kan opholde sig i iskoldt vand i længere tid. Bjørnen svømmer da også gerne – i sjældne tilfælde op til 100km lange stræk. Isbjørnen betegnes derfor som et af havpattedyrene, en gruppe der ellers mest tæller hvaler og sæler.
Pattedyr udnytter hår på mange måder, så pelsen får flere funktioner end bare ly mod elementerne:
- Følesans
- Kamouflage
- Kommunikation
- Forsvar

## Følesans
Mange pattedyr har udviklet specielle hår, der sidder forankret i et følecenter. Disse hår kalder vi knurhår. De hjælper dyr, der færdes om natten til at føle sig frem.
Dyr der har knurhår kan bl.a. være katte, hunde, kaniner og andre lignende dyr.

## Camouflage
Hår indeholder farvepigmenter, bl.a. melanin, der giver pelsen farver. Mange pattedyr har udviklet pletter og striber i pelsens farve, der ligner linjer og pletter i deres omgivelser, så dyret kamufleres. Et eksempel er tigerens striber, der i dyrets naturlige omgivelser – græsstepper eller skove – skjuler den store kat forbløffende godt. Nogle dyr, der lever i egne, der dækkes af sne om vinteren har udviklet en evne til at skifte pelsens farve efter årstiden. De farvede hår fældes om vinteren, og pelsen bliver dermed kridhvid, som omgivelserne. Om foråret får pelsen igen sin farve, når der gror nye farvede hår ud, så dyret stadig kan skjule sig. Eksempler på dyr, der kan skifte til kridhvid pels om vinteren er polarræven, polarharen eller sneharen.

## Kommunikation
Afgrænsede områder i pelsen kan bruges til kommunikation mellem dyrene.
Løvens hvide pletter på bagsiden af ørerne understreger bevægelsen når den lægger ørerne tilbage og dermed kommunikerer aggressivitet. Hanløvens manke bruges af hunnerne til at afgøre hvilken han, der er den bedste mage. Jo større, tykkere og sortere manken er des stærkere han. Rådyrets hvide plet i bagdelen – kaldet spejlet – ses tydeligt når dyret flygter, dermed har resten af flokken let ved at følge trop.

## Forsvar
Enkelte pattedyr har udviklet hårene videre til panser og våbenlignende strukturer, der kan afskrække eventuelle fjender. Pindsvinets pigge er således omdannede hår. Næsehornets horn består af sammenvoksede hår, og bæltedyrets panser er også udviklet af hår.

## Uld
Uldhår har til formål at holde dyret varmt. Modsat de lange dækhår, som skal få regnen til at løbe af.

## Andet hår
Det er dog ikke kun pattedyrene, der har udviklet hår. Fuglenes fjer er udviklet fra krybdyrskæl lige som hårene. Nogle fugle har sågar udviklet hår fra fjer, f.eks. kiwien, der bruger de lange knurhår ved roden af næbbet til at føle sig frem, når den jagter føde i jordbunden. Insekter har hår, det ses f.eks. tydeligt på humlebiens krop, der næsten ser ud som om den er besat med pels. Selv planter har udviklet hår, der i nogle tilfælde er udviklet videre til torne.
Læs videre om Menneskehår